# Inny (film 2010)
Inny (hiszp. El mal ajeno) – hiszpański thriller z 2010 roku.

## Fabuła
Diego jest lekarzem, pracującym z ludźmi, którzy są na skraju śmierci. Z tego powodu uodpornił się na cierpienie ludzkie, a także oddalił się od swojej rodziny. W pewnym momencie zostaje napadnięty. Kilka godzin później, jedyne co pamięta to odgłos strzału. Musi wówczas podjąć decyzję co do swojego dalszego życia. 

## Obsada
- Eduardo Noriega – dr Diego Sanz
- Belén Rueda – Isabel
- Angie Cepeda – Sara
- Cristina Plazas – Pilar
- Clara Lago – Ainhoa
- Luis Callejo – Carlos